# Skogsbacka travbana
Skogsbacka travbana (finska: Metsämäen ravirata) är en travbana i stadsdelen Skogsbacka i Åbo i Egentliga Finland. Travbanan öppnades 1978 och ägs av föreningen Turun Hippos ry som grundades den 20 oktober 1894.
Travbanan byggdes på Skogsbacka gårds område och ersatte Kuppis travbana som stängdes 1973. Det första travet i Skogsbacka anordnades den 2 mars 1978. År 2003 köpte Turun Hippos ry Skogsbacka gårds byggnader av Åbo stad.
Skogsbacka har stått värd för landets största travtävling Kungstravet tre gånger (1983, 2001 och 2016). Kungstravet lockade 1983 drygt 22 000 besökare under två dagar, och 2001 cirka 47 000 besökare.